# 市场心理学
市场心理学研究市场活动参与者的体验和行为，重点在于销售心理学和广告心理学，观察对象是供应商、需求方和市场管理者，并涉及供应商的市场营销活动，其中包含沟通、广告、销售等。
对于消费者/需求方观察重点在于从经济学的视角观察其经济伦理学行为。
在大学教学中市场心理学、广告心理学、销售心理学常作为市场营销专业或心理学专业的一部分进行教授。